# آنکارس

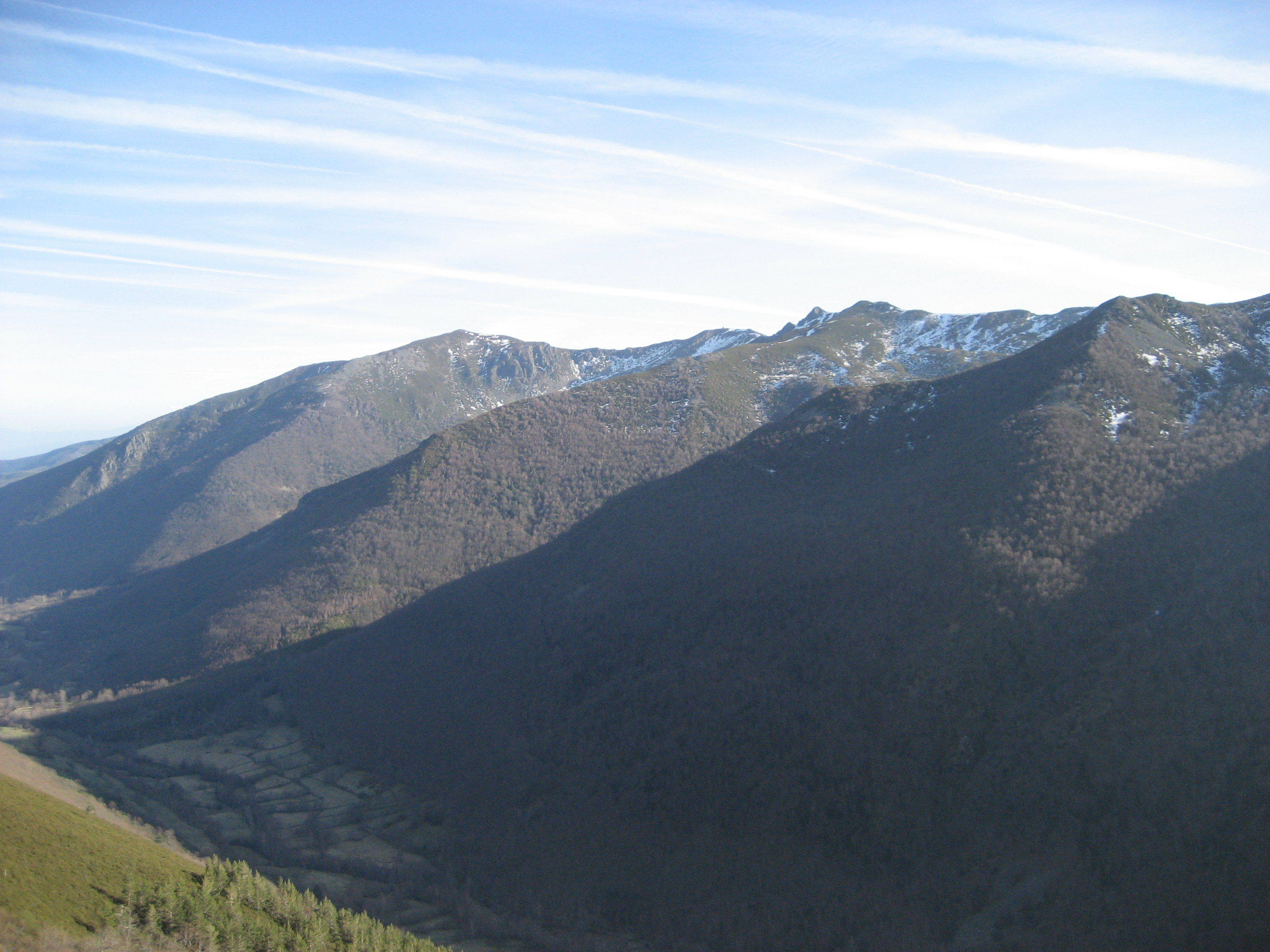
منظره نزدیک به پورتو د آنکارس

آنکارس یک ناحیه در شمال اسپانیا است که به خاطر مناظر دست‌نخورده و اهمیت زیست‌محیطی‌اش شناخته می‌شود. این منطقه هویت خود را از کوه‌های سررا د لوس آنکارس می‌گیرد که مرز سیاسی و زبانی بین جامعه‌های خودمختار گالیسیا و کاستیا و لئون را تشکیل می‌دهند. اصطلاح اسپانیایی لوس آنکارس لئونسس گاهی برای اشاره به منطقه واقع در سمت کاستیا و لئون کوه‌ها که در حوزه رود رود سیل قرار دارد، استفاده می‌شود. لوس آنکارس لوسنسس اصطلاح متقابل برای سمت گالیسیا کوه‌ها است زیرا در اسپانیایی، نام این منطقه لوس آنکارس است.